# Dichagyris boursini
Dichagyris boursini är en fjärilsart som beskrevs av Brandt 1941. Dichagyris boursini ingår i släktet Dichagyris och familjen nattflyn. Inga underarter finns listade i Catalogue of Life.